# Trois Filles vers le soleil
Trois Filles vers le soleil est un film français réalisé par Roger Fellous et sorti en 1968.

## Fiche technique
- Titre : Trois Filles vers le soleil
- Réalisation : Roger Fellous (sous le pseudonyme de Roger Baumont)
- Scénario et dialogues : Roger Fellous, Philippe Le Franc et Claude Mulot
- Photographie : Maurice Fellous
- Son : Georges Mardiguian
- Montage : Borys Lewin
- Musique : Jean-Pierre Dorsay
- Production : M.R.F. Productions - Société de productions cinématographiques européennes - Franco London Films
- Pays de production :  France
- Tournage : du 8 septembre au 19 octobre 1967
- Durée : 90 minutes
- Date de sortie : 
  - France : 17 janvier 1968

## Distribution
- Jacqueline Vandal
- Jean-Pierre Moutier
- Sabine Sun
- Jean-Louis Tristan
- Catherine Monnet
- Jean Barney
- Maurice Teynac